# Club Atlètic Roda de Barà
El Club Atlètic Roda de Barà es un club de fútbol catalán de fútbol del municipio de Roda de Berà en la provincia de Tarragona, que compite actualmente en el grupo VI de Segunda Catalana.

## Història
El club fue fundado en 1971.
Hasta finales de los 80 el club compitió en las divisiones regionales catalanas siguiendo una constante progresión hasta llegar a divisiones estatales.
En 1987, el periodista Luis del Olmo fue elegido presidente del club. Con él como presidente, el club vivió su época dorada jugando en Tercera División durante siete temporadas, entre 1990 y 1997, llegando a jugar una fase de ascenso a Segunda División B en la temporada 90-91. 

### La época dorada del club (1988-1997)
La temporada 1988-89 el club queda campeón de Primera Regional, y al año siguiente queda subcampeón de Regional Preferente y asciende a Tercera División Española por primera vez en su historia. 
En su debut en la cuarta categoría del futbol español consigue la mejor clasificación de su historia, una cuarta posición en la Tercera División española, la temporada 1990-1991, que le dio derecho a jugar el play-off de ascenso a Segunda B por primera y única vez en la historia del club. El Atlètic Roda quedó 4º empatado a 46 puntos con el CE Banyoles (3º), a tan sólo 2 puntos del Gimnàstic de Tarragona (subcampeón), y a 4 del campeón, el CF Balaguer.
En la liguilla de ascenso, tras las dos primeras jornadas, el Club Atlètic Roda de Barà marchaba líder empatado a puntos con el CD Roldán de Murcia tras una importantísima victoria en el campo del Atlético Baleares y el empate en casa contra el SD Sueca valenciano. Las dos derrotas en los dos enfrentamientos directos contra los murcianos suponían decir adiós a todas las posibilidades de ascenso. Finalmente acabó la liguilla en segunda posición por detrás del CD Roldán.
La temporada 1991-92 el club juega por primera vez en su historia una eliminatoria de Copa del Rey, quedando eliminado en la primera ronda contra el Gimnàstic de Tarragona por un global de 1-6 (1-2 en el Municipal de Roda y 4-0 en el Nou Estadi). 
El equipo se mantenía cómodo en la Tercera División española en su primer lustro en la categoría y la 1995-96, después de un gran año, se quedó a las puertas de jugar de nuevo la fase de ascenso a Segunda B al finalizar la liga en quinta posición.
La temporada 1996-97 el equipo alcanza la permanencia en los terrenos de juego pero los descensos compensatorios de categorías superiores perjudican al club del Baix Gaià y baja administrativamente de categoría en la nueva Primera Catalana. 

### Vuelta al fútbol regional
Serán unos años difíciles con dos descensos consecutivos y la vuelta a Primera regional. Pero después del ascenso a Preferente la 2001-02, el club se estabiliza en la categoría y finalmente logra el ascenso a la máxima división del fútbol catalán la 2006-07, quedando subcampeón liguero.
En el regreso a Primera Catalana, en la temporada 2007-08, el equipo se salva quedando 17º pero renuncia por problemas económicos a la plaza al finalizar la temporada y baja 3 divisiones hasta Segunda Regional.
La 2012-13, en su primera participación en la nueva Segunda Catalana, el Atlètic Roda jugó por primera vez la Copa Catalunya absoluta llegando a la 5ª ronda eliminatoria donde quedó eliminado por el AE Prat después de perder en casa por 0-1. Por el camino eliminó al CD Morell, al CF Vilanova, y al UE Castelldefels de Tercera división.
Después de casi una década en Segunda Catalana, el club desciende a Tercera la temporada 2022-23. Sólo le llevará un año su paso por Tercera Catalana después del descenso, y en la temporada 2023-24 queda campeón de liga logrando el ascenso de nuevo a Segunda.
La 24-25, con el nuevo formato en el que vuelven a participar todos los clubes de Catalunya, el Atlètic Roda de Barà vuelve a jugar la Copa Catalunya avanzando las dos primeras eliminatorias y eliminando al CF Vilanova de Liga Élite (máxima categoría del fútbol catalán) en 3ª ronda. En 4ª ronda eliminan al CE L'Hospitalet de Tercera RFEF en la tanda de penaltis tras el empate a 2 final en el Municipal de Roda de Berà. En 5ª ronda elimina de nuevo en la tanda de penaltis, al hasta la fecha líder de Tercera RFEF, el CE Manresa, después de finalizar 1-1 los 90 minutos reglamentarios. El club hizo historia al clasificarse por primera vez para la 6ª ronda de la Copa Catalunya, donde se midió al Lleida Esportiu, segundo clasificado en ese momento en Segunda RFEF, cayendo 0-2 en casa pero dando una gran imagen ante un equipo que estaba cuatro categorías por encima del 'Roda'. En Liga el equipo estuvo en la parte alta de la clasificación peleando por las plazas de play-off de ascenso a Primera Catalana durante toda la temporada y finalmente terminó séptimo en esta temporada histórica para el club en su retorno a Segunda Catalana. 

## Temporadas
- 1973-1974: Tercera Regional 3.º
- 1974-1975: Tercera Regional 3.º
- 1975-1976: Tercera Regional 5.º
- 1976-1977: Tercera Regional 4.º
- 1977-1978: Tercera Regional 1.º (Ascenso)
- 1978-1979: Segunda Regional 20.º (Descenso)
- 1979-1980: Tercera Regional 3.º
- 1980-1981: Tercera Regional 1.º (Ascenso)
- 1981-1982: Segunda Regional 8.º
- 1982-1983: Segunda Regional 9.º
- 1983-1984: Segunda Regional 4.º (Ascenso)
- 1984-1985: Primera Regional 3.º
- 1985-1986: Primera Regional 8.º
- 1986-1987: Primera Regional 13.º
- 1987-1988: Primera Regional 11.º
- 1988-1989: Primera Regional 1.º (Ascenso)
- 1989-1990: Preferente Catalana 2.º (Ascenso)
- 1990-1991: 3a División 4.º (2º clasificado liguilla play-off de ascenso a Segunda B)
- 1991-1992: 3a División 14.º
- 1992-1993: 3a División 12.º
- 1993-1994: 3a División 16.º
- 1994-1995: 3a División 9.º
- 1995-1996: 3a División 5.º
- 1996-1997: 3a División 17.º (Descenso compensatorio)
- 1997-1998: Primera Catalana 19.º (Descenso)
- 1998-1999: Preferente Catalana 17.º (Descenso)
- 1999-2000: Primera Regional 7.º
- 2000-2001: Primera Regional 6.º
- 2001-2002: Primera Regional 1.º (Ascenso)
- 2002-2003: Preferente Catalana 9.º
- 2003-2004: Preferente Catalana 8.º
- 2004-2005: Preferente Catalana 10.º
- 2005-2006: Preferente Catalana 13.º
- 2006-2007: Preferente Catalana 2.º (Ascenso)
- 2007-2008: Primera Catalana 17.º (Renuncia - Descenso 3 categorías)
- 2008-2009: Segunda Regional 2.º
- 2009-2010: Segunda Regional 3.º
- 2010-2011: Segunda Regional 2.º
- 2011-2012: Tercera Catalana (G3) 1.º (Ascenso)
- 2012-2013: Segunda Catalana (G6) 12.º
- 2013-2014: Segunda Catalana (G6) 13.º
- 2014-2015: Segunda Catalana (G6) 7.º
- 2015-2016: Segunda Catalana (G6) 8.º
- 2016-2017: Segunda Catalana (G6) 14.º
- 2017-2018: Segunda Catalana (G6) 15.º (Descenso)
- 2018-2019: Tercera Catalana (G3) 1.º (Ascenso)
- 2019-2020: Segunda Catalana (G6) 14.º
- 2020-2021: Segunda Catalana (G6) No se jugó por Covid
- 2021-2022: Segunda Catalana (G8) 5.º
- 2022-2023: Segunda Catalana (G8) 8.º (Descenso)
- 2023-2024: Tercera Catalana (G17) 1.º (Ascenso)
- 2024-2025: Segunda Catalana (G6) 7º
- 2025-2026: Segunda Catalana

## Copa Catalunya 2024-25
Primera ronda
| 1 de septiembre de 2024 | FC Hortonenc | 2-4 | Club Atlètic Roda de Barà | Municipal de Sant Llorenç d'Hortons, San Lorenzo de Hortóns |  |

Segunda ronda
| 7 de septiembre de 2024 | UD San Salvador | 3-3 (p 1-3) | Club Atlètic Roda de Barà | CEM Sant Salvador, Tarragona |  |

Tercera ronda
| 14 de septiembre de 2024 | Club Atlètic Roda de Barà | 0-0 (p 4-2) | CF Vilanova | Municipal de Roda de Berà, Roda de Barà |  |

Cuarta ronda
| 10 de octubre de 2024 | Club Atlètic Roda de Barà | 2-2 (p 4-2) | CE L'Hospitalet | Municipal de Roda de Berà, Roda de Barà |  |

Quinta ronda
| 20 de noviembre de 2024 | Club Atlètic Roda de Barà | 1-1 (p 3-1) | CE Manresa | Municipal de Roda de Berà, Roda de Barà |  |

Sexta ronda
| 27 de noviembre de 2024 | Club Atlètic Roda de Barà | 0-2 | Lleida Esportiu | Municipal de Roda de Berà, ROda de Barà |  |

## Evolución del uniforme
|  |  |